# Neopentasilan
Neopentasilan ist eine chemische Verbindung aus der Gruppe der Silane.

## Gewinnung und Darstellung
Neopentasilan kann durch Hydrierung mit Diisobutylaluminiumhydrid (DIBAL-H) aus Dodecachlorneopentasilan hergestellt werden. Das dazu benötigte Dodecachlorneopentasilan wird mit amininduzierter Disproportionierung aus Hexachlordisilan erzeugt (siehe Formelschema). Die erste Reindarstellung von Neopentasilan wurde von Fehér und Freund 1973 beschrieben.

## Eigenschaften
Neopentasilan ist eine farblose Flüssigkeit, die sich an der Luft spontan entzündet. Synthese und Handhabung dieser Verbindung muss daher unter einem inerten Schutzgas wie Argon oder Stickstoff in einer Glovebox oder mittels Schlenktechnik erfolgen. Die Verbindung kristallisiert bei −93 °C in der tetragonalen Raumgruppe I41/a (Raumgruppen-Nr. 88).

## Verwendung
Neopentasilan ist ein wichtiger Präkursor zur Abscheidung von Siliciumschichten aus flüssigen Siliciumtinten. Mögliche Anwendungen dieser Siliciumtinten in der Halbleiterindustrie werden intensiv untersucht.